# 協和精工
協和精工株式会社（きょうわせいこう）は、日本の精密機械、腕時計を製造する企業である。

## 沿革
- 1963年8月 - 東京都江戸川区にて創業。主に機械部品、治工具の製造と販売を中心に手掛ける。
- 1967年12月 - 会社を千葉県柏市に移転。そして刃工具の本格的量産に入る。商号を有限会社協和精工に改める。
- 1973年1月 - 湯沢工場を新設。時計外装事業を開始した。
- 1977年10月 - 株式会社に改組。
- 1983年9月 - 羽後工場完成
- 1988年3月 - 子会社「ポリィア・プレシジョン株式会社（現：皆瀬工場）」設立。そして腕時計の製造販売を開始する。
- 1993年7月 - 羽後工場に本社を移転、柏本社と湯沢工場を羽後工場に統合。ポリィア・プレシジョンと合併し皆瀬工場となる。
- 2000年12月 - エンドミルの自社ブランド「KYOWA」を設立。
- 2005年 - 腕時計ブランド「MINASE」を設立。

## 展開ブランド
- KYOWA
- MINASE